# Duke Ihenacho
Duke Uba Ihenacho (Carson, 16 giugno 1989) è un giocatore di football americano statunitense che gioca nel ruolo di safety per i New York Giants della National Football League (NFL) . Al college ha giocato a football alla San Jose State University.

## Carriera professionistica

### Denver Broncos
Ihenacho non fu scelto nel Draft NFL 2012 e firmò coi Denver Broncos come free agent. Mise a segno il suo primo tackle nella sua seconda gara in carriera, nella settimana 9 contro i Cincinnati Bengals. La sua prima stagione si concluse con due sole presenze.
Nella pre-stagione 2013, Ihenacho iniziò a scalare posizioni nella gerarchia dei difensori dei Broncos, tanto da partire per la prima volta come titolare nella gara di debutto contro i Baltimore Ravens, in cui guidò la propria formazione con 12 tackle e 3 passaggi deviati.
Il 19 gennaio 2014, nella finale della AFC, i Broncos batterono i New England Patriots qualificandosi per il Super Bowl, la prima presenza della franchigia dal 1998, in una gara in cui Ihenacho mise a segno cinque tackle. Nel Super Bowl XLVIII contro i Seattle Seahawks, i Broncos furono sconfitti dagli avversari per 43-8, il Super Bowl col risultato più a senso unico degli ultimi vent'anni. Duke concluse la gara con 9 tackle. Il 30 agosto 2014 fu svincolato.

### Washington Redskins
Il 31 agosto 2014, Ihenacho firmò coi Washington Redskins.

### New York Giants
Il 25 marzo 2017 Ihenacho firmò con i New York Giants.

## Palmarès

### Franchigia
- American Football Conference Championship: 1

Denver Broncos: 2013

## Statistiche
| Partite totali      | 17  |
| Partite da titolare | 14  |
| Tackle              | 74  |
| Sack                | 0,0 |
| Intercetti          | 0   |
| Fumble forzati      | 3   |

Statistiche aggiornate alla stagione 2013